# Prociphilus taxus
Prociphilus taxus är en insektsart. Prociphilus taxus ingår i släktet Prociphilus och familjen långrörsbladlöss. Inga underarter finns listade i Catalogue of Life.